# United States Navy SEALs

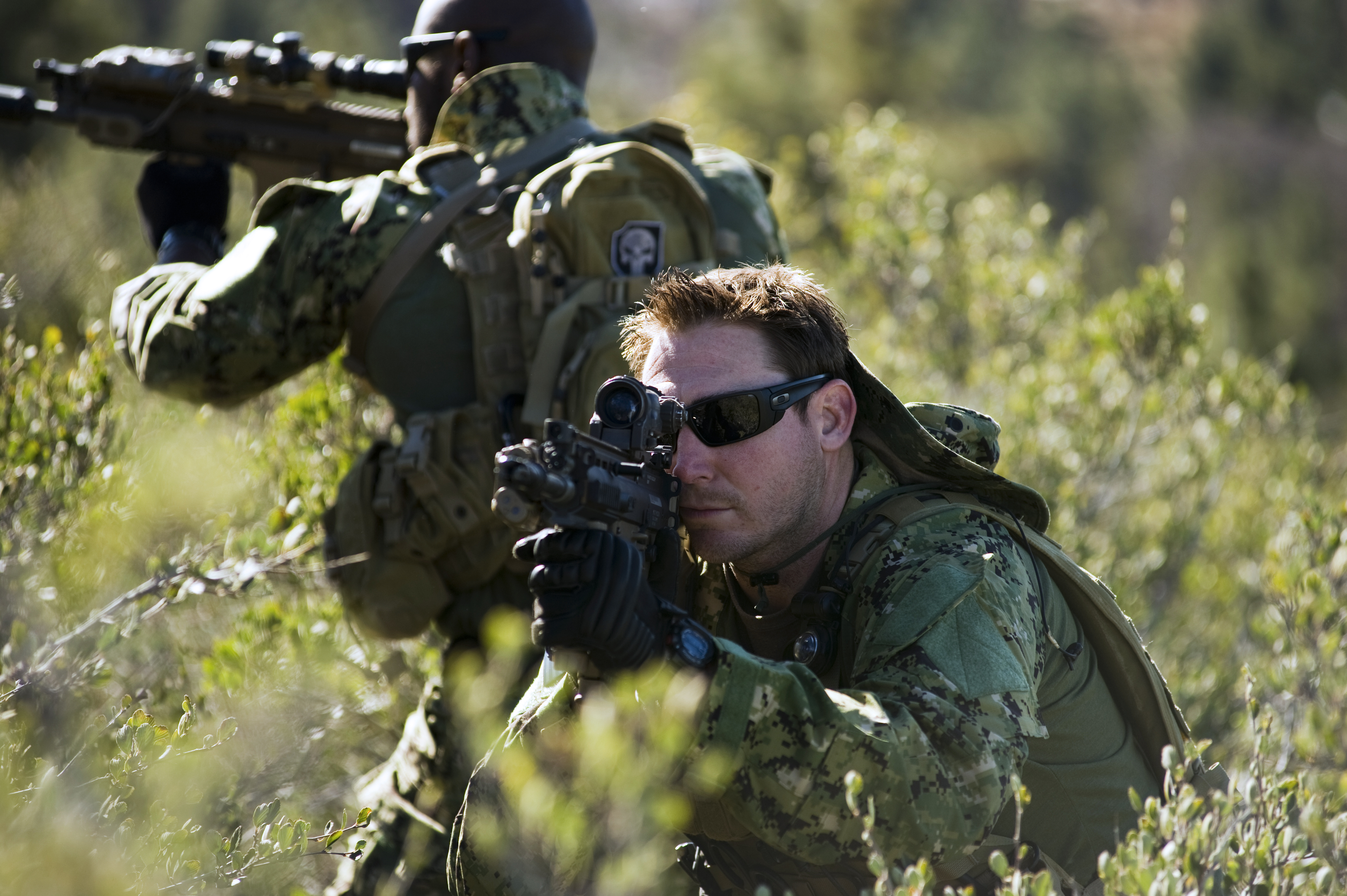
Żołnierze Navy SEALs z karabinami SCAR

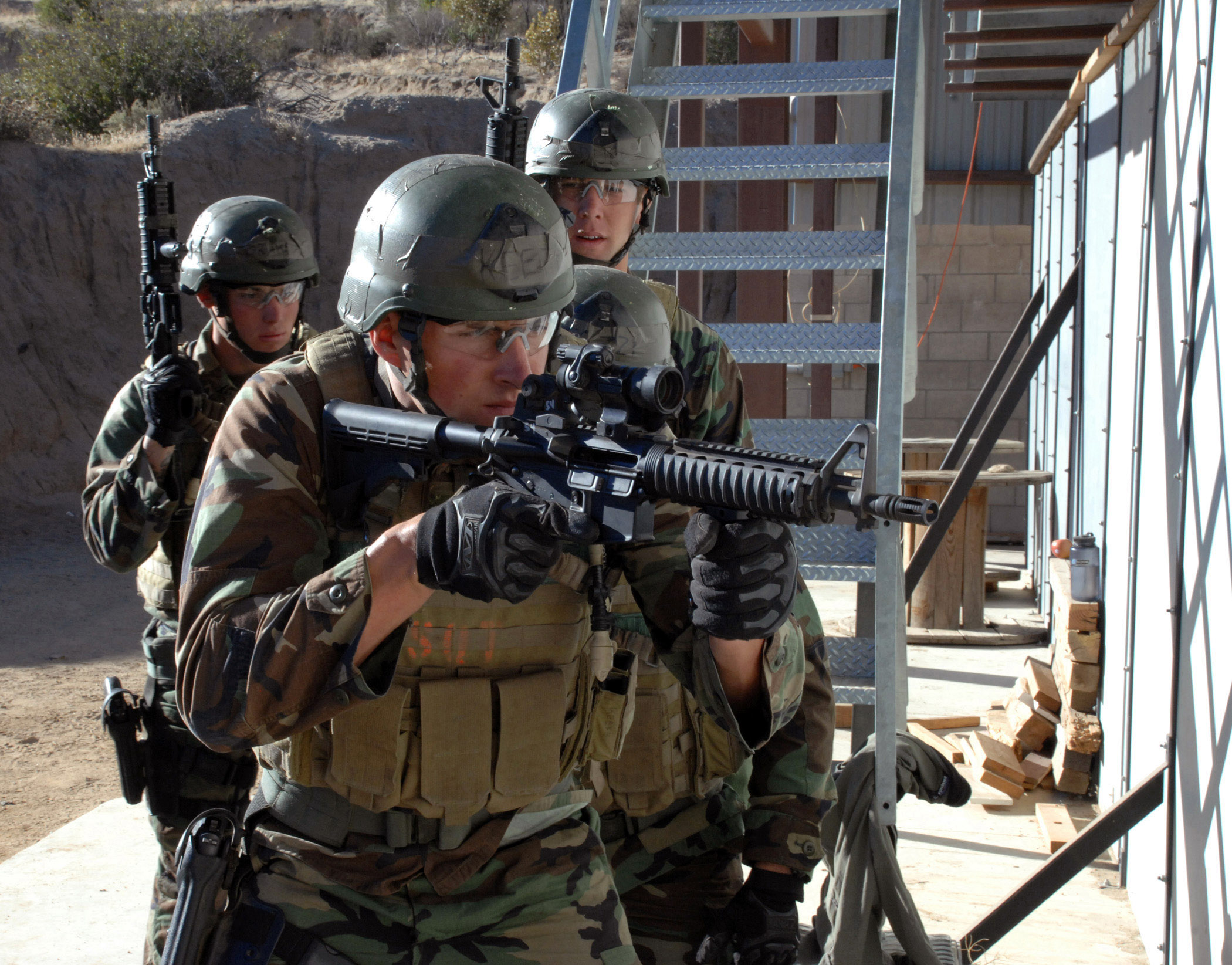
Żołnierze Navy SEALs z karabinami MK18

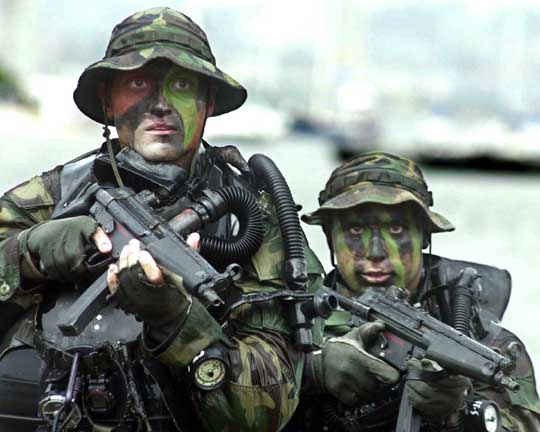
Żołnierze Navy SEALs z pistoletami maszynowymi MP5

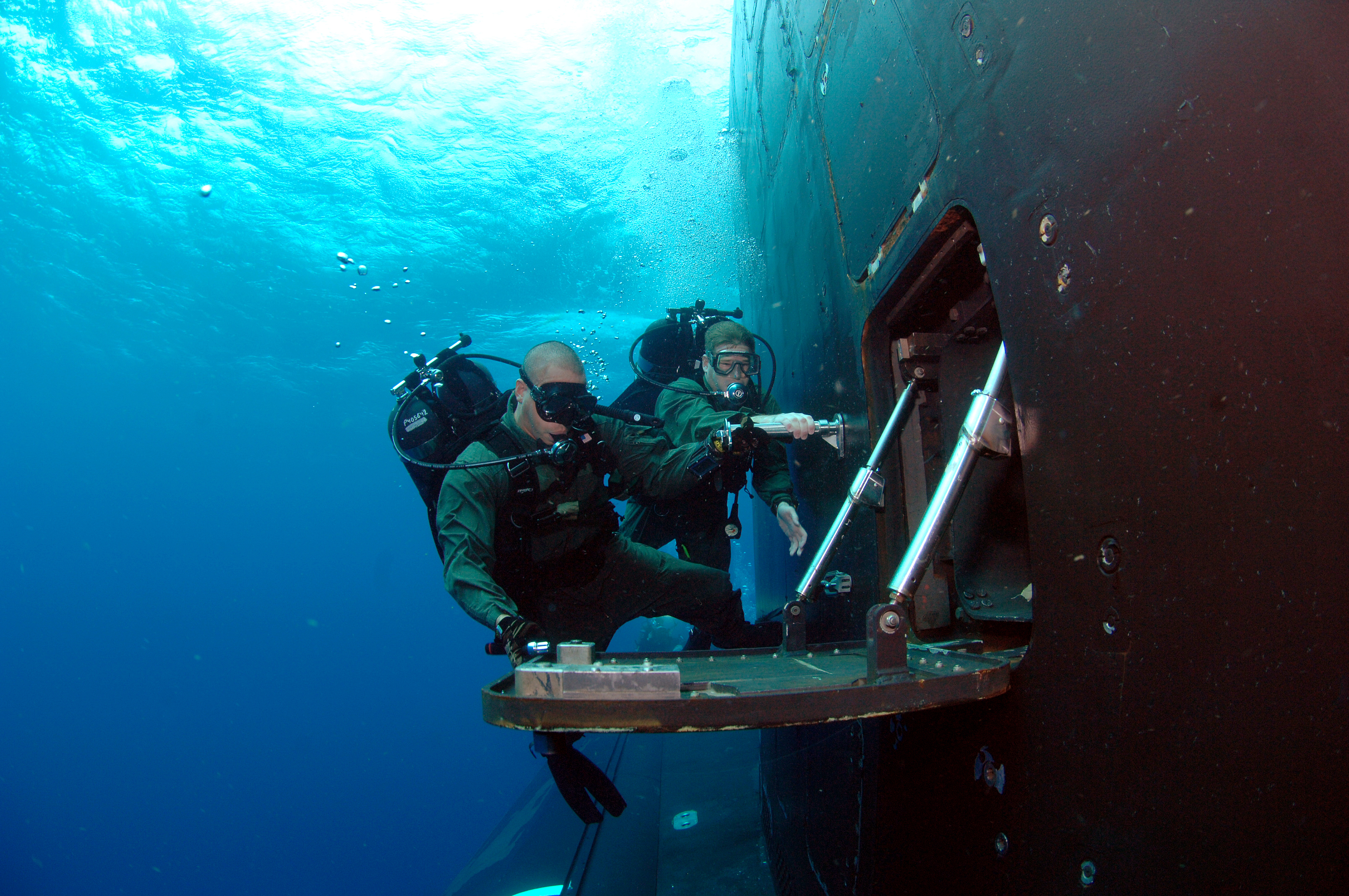
Żołnierze Navy SEALs w czasie ćwiczeń podwodnych przy okręcie podwodnym USS „Hawaii”

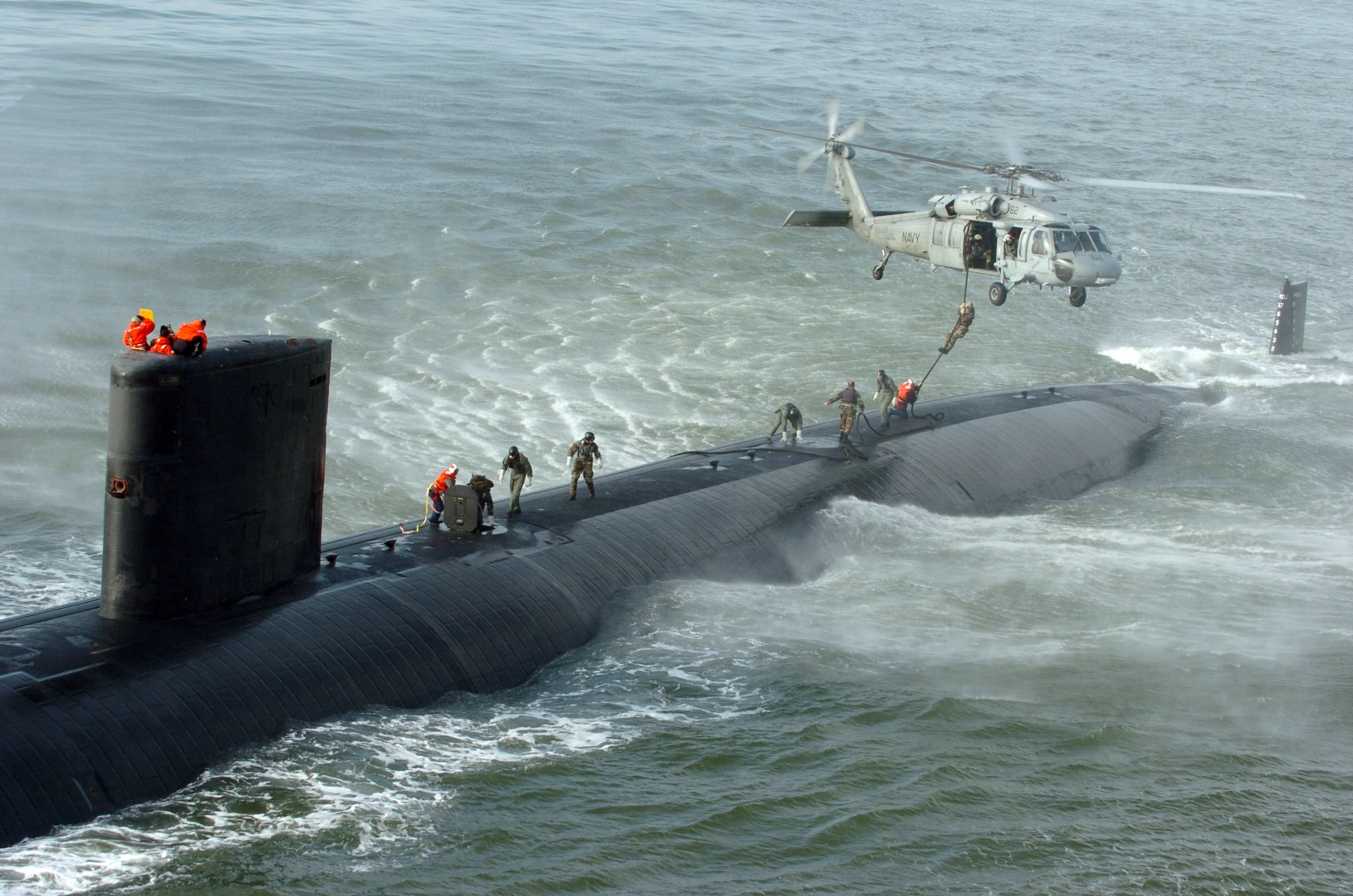
Żołnierze Navy SEALs desantują się ze śmigłowca Seahawk na podkład okrętu podwodnego USS „Toledo”

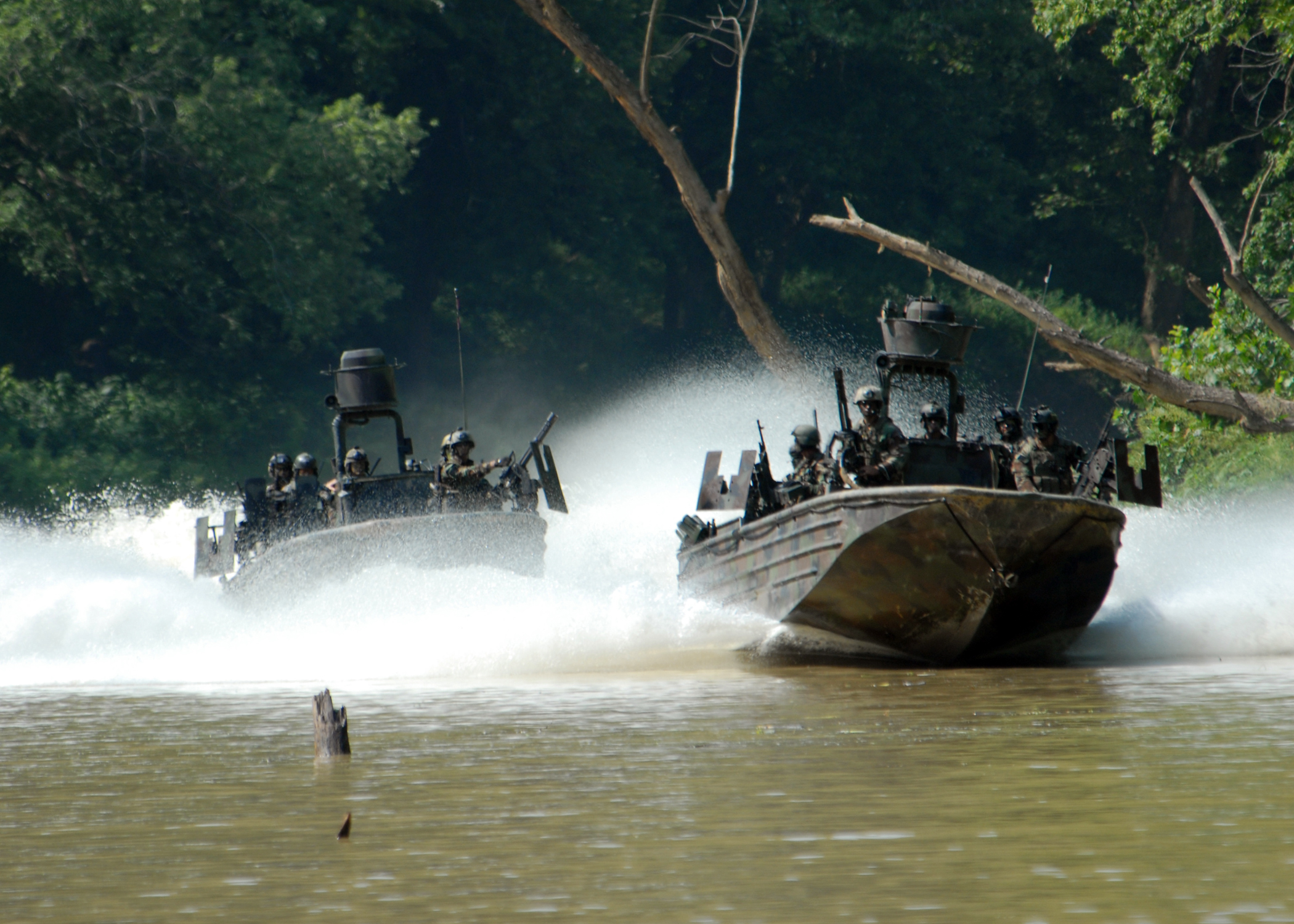
Żołnierze Navy SEALs na łodziach SOC-R

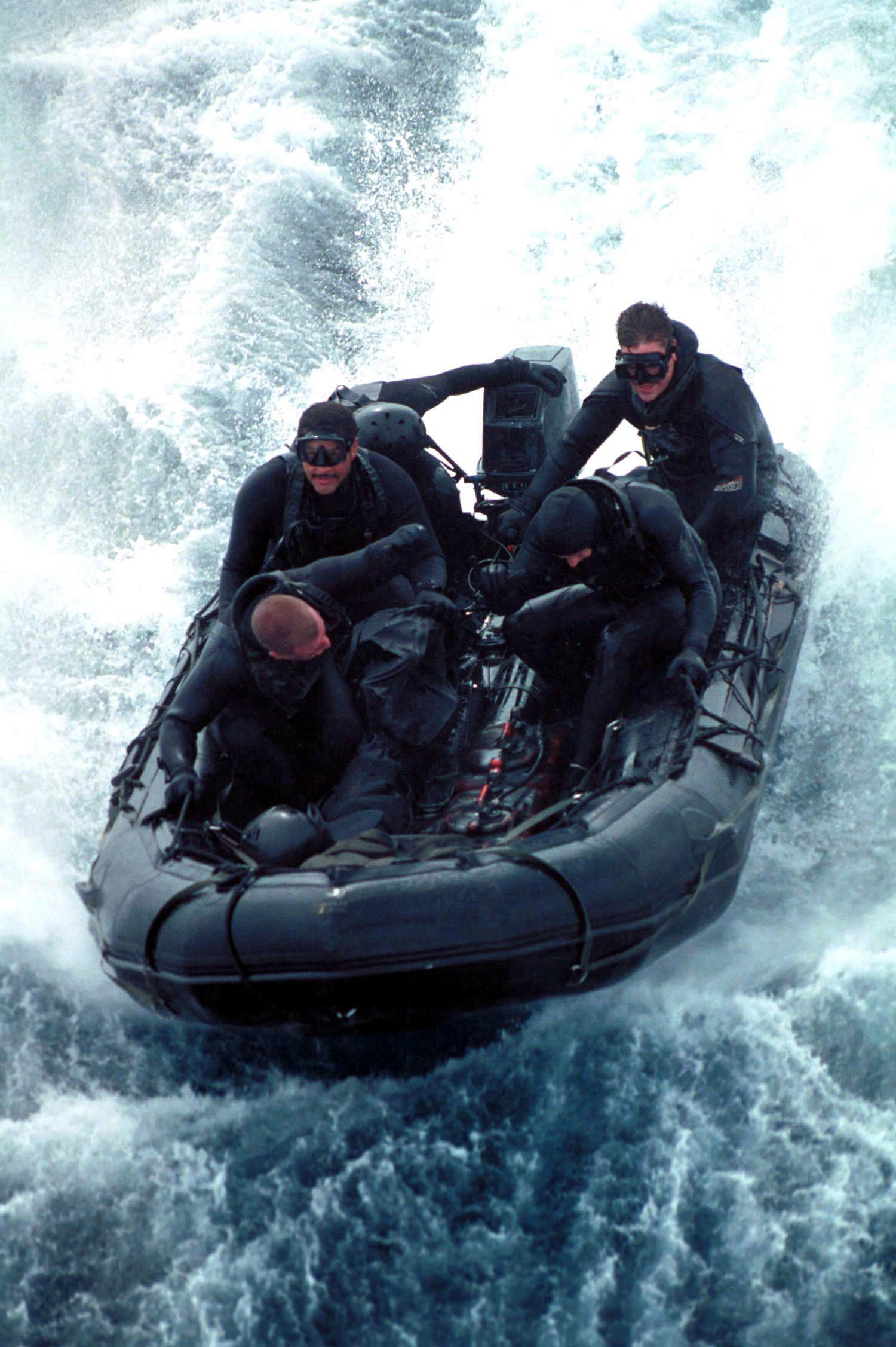
Żołnierze Navy SEALs na łodzi pontonowej

United States Navy Sea, Air and Land (SEAL) (z ang. Marynarka Wojenna Stanów Zjednoczonych Morze, Powietrze i Ląd), powszechnie znane jako Navy SEALs – siły specjalne amerykańskiej marynarki wojennej.
Navy SEALs są elitarnymi oddziałami Sił operacji Specjalnych Marynarki USA, którym powierzono zadania takie jak: zagraniczna obrona wewnętrzna, działania bezpośrednie, antyterroryzm, czy zwiad specjalny.

## Historia
Prekursorem oddziałów SEAL był „UDT” (Underwater Demolition Team), który działał m.in. w czasie II wojny światowej i wojny koreańskiej.
Siły te powstały na polecenie prezydenta Johna F. Kennedy’ego. Walczyły w każdym większym amerykańskim konflikcie od czasu wojny wietnamskiej. Dziś są używane do akcji bezpośrednich i specjalnych operacji rozpoznawczych.
Kiedyś działały głównie w „taktyce niebieskiej” (jeziora, rzeki, morza, oceany). Dziś są jednostką uniwersalną w zakresie działań specjalnych. Operują głównie na lądzie, również w konfliktach niebędących wojnami. Biorą udział w tzw. VBSS (Visit, Board, Search, and Seizure) – czyli akcjach opanowania jednostek pływających.
W maju 2011 r. Navy SEALs została uhonorowana przez prezydenta Baracka Obamę Presidential Unit Citation – najwyższym odznaczeniem, jakie można przyznać w USA jednostce wojskowej.

## Kalendarium
Źródło:

- 25 maja 1961 – prezydent Kennedy powołuje specjalną jednostkę o nazwie Navy SEALS;
- 1 stycznia 1962 – możliwa działalność operacyjna;
- 1963–1975 – udział w operacji w Wietnamie. O tym jak skuteczni byli komandosi świadczy określenie ich przez Vietcong: „Diabły z zielonymi twarzami”. W tym konflikcie zginęło 49 komandosów;
- 1983 – udział w operacji na Grenadzie;
- 1989 – operacja Just Cause w Panamie, mająca na celu powstrzymanie Manuela Noriegi przed opuszczeniem kraju;
- 1990 – udział w operacji Pustynna Burza;
- 1993 – udział w operacji Restore Hope w Somalii. Dokładnie – udział 4 operatorów SEALS z SEAL TEAM 6 w akcji Irene znanej np. z filmu Helikopter w ogniu (w grupie naziemnej płk. McKnighta);
- 1997 – zatrzymanie zbrodniarza serbskiego Miroslava Tadicia – Bośnia;
- marzec 2002 – operacja Anakonda – Afganistan;
- 2002 – udział w operacji Enduring Freedom – Afganistan;
- 2003 – udział w operacji Iraqi Freedom – Irak;
- 28 czerwca 2005 – udział w operacji Red Wings – Afganistan;
- 2011 – operacja operacja Neptune Spear, zabicie Osamy bin Ladena – Abottabad, Pakistan.

## Szkolenie
Ochotnicy do Navy SEALs muszą spełnić szereg restrykcyjnych wymogów fizycznych, psychicznych i osobowościowych. Po przejściu badań kandydaci trafiają na 24-tygodniowy „podstawowy kurs niszczenia podwodnego” – BUD/S (Basic Underwater Demolition/SEAL). Następnie muszą odbyć szkolenie w ramach 26-tygodniowego kursu SQT (SEAL Qualification Training), aby zakwalifikować się do plutonu Navy SEAL, bądź plutonu SDV. Na szkolenie SQT składają się m.in.: szkolenie strzeleckie, taktyka małych oddziałów, nawigacja na lądzie, użycie materiałów wybuchowych, trening w niskich temperaturach, medycyna pola walki i operacje morskie.
Dopiero po przejściu tego specjalistycznego programu treningowego, żołnierze zyskują prawo do noszenia Odznaki Walki Specjalnej znanej także jako Trójząb SEALsów. Odznaka ta (czasem zwana „Budweiser” z powodu jej podobieństwa do orła z logo firmy Anheuser-Busch) służy jako najszerzej znany znak rozpoznawczy wśród całych Sił operacji Specjalnych. Jest zazwyczaj noszona wraz ze skrzydełkami spadochroniarzy marynarki i piechoty morskiej, które są przyznawane po 10 skokach.

## Zespoły SEALs
- Pierwszy: 
  - Baza – Coronado, CA
  - Plutony – 8

- Drugi: 
  - Baza – Little Creek, VA
  - Plutony – 8

- Trzeci: 
  - Baza – Coronado, CA
  - Plutony – 8

- Czwarty:
  - Baza – Little Creek, VA
  - Plutony – 10

- Piąty: 
  - Baza – Coronado, CA
  - Plutony – 8

- Siódmy: 
  - Baza – Coronado, CA
  - Plutony – 8

- Ósmy: 
  - Baza – Little Creek, VA
  - Plutony – 8

- Dziesiąty: 
  - Baza – Little Creek, VA
  - Plutony – 8

Początkowo każdy zespół odpowiadał za inny obszar świata, lecz po ogłoszeniu wojny z terroryzmem jednostki musiały dopasować się do zmieniającej sytuacji i zrezygnowano z tego podziału.
Jednostką wojskową wywodzącą się z SEALs jest:
- Naval Special Warfare Development Group (DEVGRU / NSWDG), przeznaczona do prowadzenia szczególnych operacji bojowych[10]
  - Baza – Training Support Center Hampton Roads, Virginia Beach
  - (1787 osób; 1342 żołnierzy, 445 cywilnych pracowników, 2014 rok)[11][12]

## Uzbrojenie
Źródła:

Broń osobista i zespołowa, wraz z dawniej używaną:
- MK16 SCAR-L
- MK17 CQBR
- odmiany M4
- odmiany H&K MP5
- H&K HK416
- Lekki karabin maszynowy MK46/MK48
- Karabin maszynowy M249 SAW
- Karabin maszynowy M240
- Karabin maszynowy M2
- Strzelba powtarzalna M590
- Strzelba samopowtarzalna M1014 JSCS
- Strzelba powtarzalna M870 MCS
- Granatnik M203
- Granatnik M320
- Karabin M21
- Karabin M14
- M107
- Karabin TAC-338
- Karabin MK11
- Karabin MK13
- Karabin MK15
- Pistolet maszynowy H&K UMP
- Pistolet maszynowy H&K MP7A1
- Pistolet M9
- Pistolet SIG-Sauer P226
- Pistolet HK45C
- Pistolet Glock 19